# Jürgen Gelsdorf
Jürgen Gelsdorf (ur. 19 stycznia 1953 w Duisburgu) – niemiecki piłkarz występujący na pozycji obrońcy. Trener piłkarski.

## Kariera piłkarska
Gelsdorf jako junior grał w zespole MSV Duisburg. W 1972 roku trafił do Arminii Bielefeld z Regionalligi West. W 1974 roku rozpoczął z nią starty w nowo powstałej 2. Bundeslidze Nord. W 1976 roku odszedł do Bayeru 04 Leverkusen, także grającego w tej lidze. W 1979 roku awansował z nim do Bundesligi. Zadebiutował w niej 11 sierpnia 1979 roku w przegranym 1:3 pojedynku z Bayernem Monachium. 20 października 1979 roku w zremisowanym 2:2 meczu z TSV 1860 Monachium strzelił pierwszego gola w Bundeslidze. W 1986 roku zajął z Bayerem 6. miejsce w tej lidze, które jednocześnie było jego najwyższym w karierze. W tym samym roku zakończył karierę.

## Kariera trenerska
Gelsdorf karierę rozpoczął w 1988 roku jako asystent trenera Bayeru 04 Leverkusen. W kwietniu 1989 roku sam został jego szkoleniowcem. W Bundeslidze zadebiutował 15 kwietnia 1989 roku w zremisowanym 0:0 meczu z 1. FC Köln. W 1990 roku zajął z Bayerem 5. miejsce w Bundeslidze. Zespół ten prowadził do końca sezonu 1990/1991.
W październiku 1991 roku Gelsdorf został szkoleniowcem pierwszoligowej Borussii Mönchengladbach. W 1992 roku dotarł z nią do finału Pucharu Niemiec, w którym została jednak pokonana przez Hannover 96. W listopadzie 1992 roku Gelsdorf przeszedł do innego pierwszoligowego zespołu, VfL Bochum. W 1993 roku spadł z nim do 2. Bundeslii, ale w 1994 roku wrócił do Bundesligi. W Bochum pracował do listopada 1994 roku.
Następnie Gelsdorf prowadził drugoligowe drużyny SC Fortuna Kolonia, KFC Uerdingen 05, FC Gütersloh, a także Fortunę Düsseldorf z Regionalligi West. W 2000 roku został szkoleniowcem drugoligowego VfL Osnabrück, ale w 2001 roku spadł z nim do Regionalligi Nord. W 2003 roku został trenerem innego zespołu tej ligi, Rot-Weiss Essen. W 2004 roku awansował z nim do 2. Bundesligi. W Essen pracował do kwietnia 2005 roku.